# Malkāpur (ort i Indien, Buldana)
Malkāpur är en ort i Indien.   Den ligger i distriktet Buldana och delstaten Maharashtra, i den centrala delen av landet, 900 km söder om huvudstaden New Delhi. Malkāpur ligger 253 meter över havet och antalet invånare är 64 812.
Terrängen runt Malkāpur är platt. Runt Malkāpur är det tätbefolkat, med 343 invånare per kvadratkilometer. Det finns inga andra samhällen i närheten. Trakten runt Malkāpur består till största delen av jordbruksmark.